# وام تجاری
وام تجاری؛ وامی است که به‌طور خاص برای اهداف تجاری در نظر گرفته شده‌است و آنرا یک مؤسسه مالی به یک بنگاه اقتصادی اعطا می‌کند تا برای تأمین هزینه‌های عملیاتی و مخارج سرمایه ای استفاده شود.
وام‌های تجاری به انواع مختلفی از نهادهای تجاری اعطا می‌شوند، این وام‌ها معمولاً برای کمک به نیازهای مالی کوتاه مدت لازم برای هزینه‌های عملیاتی یا خرید تجهیزات برای تسهیل فرایند عملیاتی پرداخت می‌شوند. در برخی موارد، این وام ممکن است برای کمک به برآورده کردن نیازهای عملیاتی اساسی‌تر بنگاه‌ها مانند تأمین مالی هزینه حقوق و دستمزد یا خرید لوازم استفاده شده در فرایند تولید و ساخت، پرداخت شوند.
وام‌های تجاری ممکن است تضمین شده یا بدون وثیقه باشد. با یک وام تضمین شده، وام گیرنده یک دارایی (مانند کارخانه، تجهیزات، سهام یا وسایل نقلیه) را در قبال بدهی تعهد می‌کند. اگر بدهی بازپرداخت نشود، وام دهنده می‌تواند دارایی تضمین شده را مطالبه کند.

## انواع

### وام‌های مضاربه ای
وام مضاربه ای وامی است که به شخص حقیقی یا حقوقی برای فعالیت بازرگانی اعطا می‌شود. این وام توسط تمامی بانک‌های دولتی و خصوصی به بازرگانان داخلی و خارجی که فعالیت اقتصادی آن‌ها موجب رونق بازرگانی داخلی و افزایش ورود ارز به کشور می‌شود تعلق می‌گیرد.

### وام‌های سرمایه ثابت
پرداخت تسهیلات سرمایه ثابت به شرکت‌ها این امکان را می‌دهد که از منابع مالی بیشتری برای توسعه کار خود استفاده کنند. با استفاده از وام‌های سرمایه ثابت، شرکت‌ها می‌توانند تجهیزات جدید خریداری، ساختمان‌های جدید احداث و فناوری‌های نوین را مورد استفاده قرار دهند.

### وام‌های خوداشتغالی
وام خوداشتغالی برای کارهای خانگی و مشاغل روستایی در نظر گرفته شده‌است. از مشاغل خانگی که مورد تأیید وزارت تعاون، کار و رفاه اجتماعی بوده و می‌توانند وام خود اشتغالی دریافت کنند، می‌توان به این موارد اشاره کرد:
- تولید پوشاک، قالی‌بافی، فرش‌بافی، گلیم‌بافی و گلیم‌دوزی، گیوه‌بافی و گیوه‌دوزی، حوله‌بافی، تولیدات چرمی، تولید مصنوعات نمدی، گبه، پارچه‌بافی، چیت‌بافی، تابلو فرش و نخ‌ریسی سنتی
- زیورآلات، خاتم‌کاری، تراش سنگ‌های نیمه قیمتی، حکاکی روی فلزات، قلم‌زنی، حجم‌ها چوبی و منبت و معرق‌کاری
- پرورش قارچ، پرورش گل و گیاه، تولید و فرآوری گیاهان دارویی، تکثیر و پرورش زالوی طبی، پرورش عقرب، تولید عرقیات گیاهی، پرورش کرم ابریشم و تولید میوه خشک انواع بسته‌بندی
- کسب و کارهای الکترونیکی، پشتیبانی سایت، برنامه‌نویسی و ساخت انیمیشن و مجسمه‌سازی

مشاغل روستایی نیز شامل فعالیت‌هایی نظیر کشاورزی، صنایع‌دستی، کشت محصولات گلخانه‌ای، شیلات، زنبورداری و دام‌داری می‌شوند.